# Glabrilaria
Glabrilaria is een mosdiertjesgeslacht uit de familie van de Cribrilinidae en de orde Cheilostomatida. De wetenschappelijke naam ervan is in 1987 voor het eerst geldig gepubliceerd door Bishop & Househam.

## Soorten
- Glabrilaria africana (Hayward & Cook, 1983)
- Glabrilaria biavicularia (Kataoka, 1961)
- Glabrilaria corbula (Bishop & Househam, 1987)
- Glabrilaria cristata (Harmelin, 1978)
- Glabrilaria hirsuta Rosso, 2018
- Glabrilaria orientalis Harmelin, 1988
- Glabrilaria pedunculata (Gautier, 1956)
- Glabrilaria polita Rosso, 2018